# Schefflera chartacea
Schefflera chartacea là một loài thực vật có hoa trong Họ Cuồng cuồng. Loài này được Merr. miêu tả khoa học đầu tiên năm 1914 publ. 1915.